# Jonas Urbig
Jonas Kurt Urbig (Euskirchen, 8 de agosto de 2003) é um futebolista profissional alemão que joga como goleiro no clube da Bundesliga Bayern Munich . Ele representa a Alemanha como um jovem internacional.

## Vida e carreira no clube
Jonas Kurt Urbig  nasceu em 8 de agosto de 2003 em Euskirchen, no estado alemão da Renânia do Norte-Vestfália. Seus pais são Martina e Kurt Urbig, que jogou como goleiro no clube de futebol amador TSC Euskirchen. Tendo participado de um teste no 1. FC Köln, ele se juntou à academia de jovens do clube em 2012. Ele passou a jogar em cada um dos times de base do Köln. Em janeiro de 2023, ele se juntou ao Jahn Regensburg, da 2. Bundesliga, por empréstimo. Ele fez sua primeira aparição profissional em uma derrota por 2 a 0 contra o Darmstadt 98 e se tornou o goleiro titular do Regensburg. Ele retornou ao seu clube de origem no final da temporada 2022-23, depois que o Regenbsurg não conseguiu evitar o rebaixamento para a 3. Liga.
Em julho de 2023, o clube anunciou que Urbig havia estendido seu contrato até 2026 e que ele se juntaria ao Greuther Fürth, clube da 2. Bundesliga, por um período de empréstimo de um ano.
Em 27 de janeiro de 2025, Urbig assinou um contrato de quatro anos e meio com o Bayern de Munique. Em 5 de março, ele estreou nas oitavas de final da Liga dos Campeões, entrando como substituto de Manuel Neuer, mantendo o placar limpo na vitória por 3 a 0 em casa sobre o Bayer Leverkusen.

### Carreira internacional
Urbig representou a Alemanha como internacional juvenil, começando pela seleção sub-17 do país.

## Títulos
Bayern de Munique
- Bundesliga: 2024–25[10]
- Supercopa da Alemanha: 2025[11]

## Ligação Externa
- Profile at the FC Bayern Munich website